# Валданьо
Валда̀ньо (на италиански и на венециански: Valdagno) е град и община в Северна Италия, провинция Виченца, регион Венето. Разположен е на 260 m надморска височина. Населението на общината е 26 234 души (към 2015 г.).